# دونوفان سيموندز
دونوفان سيموندز (بالإنجليزية: Donovan Simmonds)‏ هو لاعب كرة قدم بريطاني في مركز الهجوم، ولد في 12 أكتوبر 1988 في Walthamstow ‏ في المملكة المتحدة. لعب مع بوريهام وود إف سي وتشارلتون أثلتيك وروشدين ودايموندز وكوفنتري سيتي ونادي تاموورث ونادي تشيلمسفورد ونادي دوفر أثليتيك ونادي غرينوك مورتون ونادي غيلينغهام ونادي فلوريانا ونادي كيلمارنوك.

## وصلات خارجية
- دونوفان سيموندز على موقع قاعدة بيانات كرة القدم.إي يو (الإنجليزية)
- دونوفان سيموندز على موقع Soccerbase.com (لاعب) (الإنجليزية)